# Soziale Fortschrittsklausel
Eine Klausel für den sozialen Fortschritt, meist verkürzt soziale Fortschrittsklausel genannt, wird vor allem gefordert um sicherzustellen, dass soziale Schutz- und Arbeitnehmerrechte im Recht der Europäischen Union mindestens den gleichen Stellenwert haben wie die Dienstleistungsfreiheit und der Binnenmarkt.
Dabei werden die sozialen Rechte der Arbeitnehmer als Grundrechte verstanden.
Diese Forderung wird insbesondere vom Europäischen Gewerkschaftsbund im Rahmen der Diskussion über den Vertrag von Lissabon vertreten.
Konkret gefordert wird ein zusätzliches Protokoll oder eine feierliche Erklärung, „dass Bestimmungen zur Freizügigkeit unter Berücksichtigung der Grundrechte auszulegen sind, was auch innerhalb des weiter gefassten Konzepts des sozialen Fortschritts geltend gemacht werden soll“ (Europäischer Gewerkschaftsbund).
Folgende Formulierung wurde vorgeschlagen:

„Keine Regelung der Verträge und insbesondere nicht die Grundfreiheiten oder Wettbewerbsregeln sollten Vorrang vor den sozialen Grundrechten und dem sozialen Fortschritt haben. Im Fall eines Konflikts, sollten die sozialen Grundrechte Priorität erhalten.
Die Auslegung wirtschaftlicher Freiheiten darf nicht so ausfallen, als ob sie die Unternehmen dazu berechtigten, sie zu nutzen, um die nationalen Arbeits- und Sozialrechte zu umgehen und ihnen auszuweichen oder sie für Sozialdumping einzusetzen.
Die in den Verträgen festgelegten wirtschaftlichen Freiheiten sind so auszulegen, dass sie kein Hemmnis für die Ausübung der sozialen Grundrechte darstellen, wie sie von den Mitgliedstaaten und vom Gemeinschafts-/Unionsrecht anerkannt sind, einschließlich des Rechts, Tarifverträge auszuhandeln, abzuschließen und durchzusetzen sowie Arbeitskampfmaßnahmen zu ergreifen.
Demnach sollte die Unabhängigkeit der Sozialpartner bei der Wahrnehmung dieser Grundrechte für soziale Interessen und zum Schutz der Arbeitnehmer also nicht beeinträchtigt werden.
Der Arbeitnehmerschutz bedarf einer Auslegung, die den Gewerkschaften und Arbeitnehmern das Recht zuerkennt,
- für den Schutz der existierenden Standards und für die Verbesserung der Lebens- und Arbeitsbedingungen der Arbeitnehmer in der Union über die bestehenden (minimalen) Standards hinaus einzutreten,
- insbesondere im Kampf gegen unfairen Wettbewerb über Löhne und Arbeitsbedingungen sowie
- bei der Einforderung der Gleichbehandlung der Arbeitnehmer, unabhängig von ihrer Nationalität oder anderer Gründe.“

In Deutschland wird diese Forderung insbesondere von Politikern der SPD und der Partei Die Linke unterstützt.
Die SPD und DIE LINKE integrierten die Forderung nach der Fortschrittsklausel in ihr Programm zur Europawahl 2009.
Im Europaparlament hatte zuvor allerdings die deutliche Mehrheit aller SPD-Abgeordneten, darunter auch der Fraktionsvorsitzende der Europäischen Sozialdemokraten Martin Schulz, gegen Anträge der Linksfraktion GUE/NGL gestimmt, in den sog. Andersson-Bericht die Forderung nach einer sozialen Fortschrittsklausel im EU-Primärrecht einzufügen.
Nach der Europawahl stimmte die SPD am 17. März 2011 auch im Bundestag gegen einen Antrag der LINKEN, der die Bundesregierung dazu auffordert sich für die Einführung der Sozialen Fortschrittsklausel einzusetzen; die Grünen enthielten sich.